# Forma (botânica)
Na nomenclatura botânica, forma  é um dos níveis taxonômicos "secundários". Está abaixo de variedade, que por sua vez é inferior à espécie; sendo portanto um táxon infra-específico. A abreviatura "f." ou o nome completo "forma" deve ser colocado antes do epíteto infra-específico para indicar o posto. Quando impresso, não deve estar em itálico.